# Acanthopteroctetes
Genre
Acanthopteroctetes est un genre de papillons de la famille des Acanthopteroctetidae.

## Liste d'espèces
D'après LepIndex :
- Acanthopteroctetes bimaculata
- Acanthopteroctetes tripunctata
- Acanthopteroctetes unifascia

D'après Biolib : 
- Acanthopteroctetes aurulenta Davis, 1984
- Acanthopteroctetes bimaculata Davis, 1969
- Acanthopteroctetes tripunctata Braun, 1921
- Acanthopteroctetes unifasciata Davis, 1978

## Première publication
- AF Braun, « Two Weeks Collecting in Glacier National Park », Proceedings of the Academy of Natural Sciences of Philadelphia, vol. 73, no 1 (1921), pp. 1-23.